# 1,2-ジオキセタン
1,2-ジオキセタン(1,2-Dioxetane)は、化学式C2O2H4の複素環式化合物である。2つの隣接した酸素原子と2つの隣接した炭素原子からなる環である。そのため過酸化物であり、ホルムアルデヒドの二量体と見ることもできる。

## 発光
1960年代、1,2-ジオキセタンのいくつかの誘導体が、ホタルやグローワーム、その他の生物発光の原因となる反応の中間体として一時的に存在することが発見された。ケミカルライトには、分解して二酸化炭素を生成するジオキセタンの別の誘導体である1,2-ジオキセタンジオンが含まれる。その他のジオキセタンの誘導体は化学分析にも用いられ、非常に低濃度の体液組成の検出を可能とする。

## 誘導体
1968年、アルバータ大学で、ベンゼンの黄色の溶液として、ジオキセタンの1例目の安定誘導体である3,3,4-トリメチル-1,2-ジオキセタンが合成された。333Kに加熱すると、（多くの過酸化物のように爆発することなく）淡い青色の光を発しながら、アセトンとアセトアルデヒドに分解する。
2例目の安定誘導体はそのすぐ後に作られた対称性を持つ3,3,4,4-テトラメチル-1,2-ジオキセタンであり、冷蔵庫に保存しても昇華する淡い黄色の結晶として得られた。この物質のベンゼン溶液も、爆発することなく青色の光を発しながら分解する。紫外領域で発光する物質を加えることで、光の色を変えることができる。

## 一酸化炭素
ジオキセタンは一酸化炭素を生成することができ、一酸化炭素プロドラッグとしての活用が研究されている。
- α-メチン架橋でのヘムの過酸化により一酸化炭素が生じ、ヘム酸素添加酵素の非酵素代替経路としてビリベルジンを形成する[5]。
- 脂質の過酸化[6]

フェニルピルビン酸のベンジル基炭素の異性化等、反応性の高いαケト酸のエノールの過酸化により、蛍光を持つ1,2-ジオキセタンが形成され、ベンズアルデヒドとシュウ酸が生成する。または過酸化アセトン（α-ケト-β-過酸化アセトン）が形成され、ベンズアルデヒドとなって二酸化炭素と一酸化炭素を放出する。